# 特里·德埃
伦诺克斯·多米尼克·德埃（英語：Lennox Dominique Dehere，1971年9月12日—），美国NBA联盟前职业篮球运动员。他在1993年的NBA选秀中第1轮第13顺位被洛杉矶快船选中。